# Dialectica galactozona
Dialectica galactozona är en fjärilsart som beskrevs av Lajos Vári 1961. Dialectica galactozona ingår i släktet Dialectica och familjen styltmalar. Inga underarter finns listade i Catalogue of Life.